# 貝瑞塔Tx4 Storm半自動霰彈槍
貝瑞塔Tx4 Storm（英語：Beretta Tx4 Storm）是一款由意大利槍械製造商貝瑞塔為個人防衛和執法機關使用而設計和生產的半自動戰術霰彈槍，發射12鉛徑霰彈。

## 歷史
從21世纪初開始推出一系列新型警用武器產品——貝瑞塔“風暴”系列，從2003年推出第一種“風暴”系列武器貝瑞塔Cx4 Storm系列手槍口徑卡賓槍開始，2004年推出了貝瑞塔Px4 Storm四口徑半自動手槍，以及2006年推出的貝瑞塔Rx4 Storm 5.56×45毫米北約口徑半自動步槍。所有貝瑞塔“風暴”系列都極具意大利風格，包括新穎美觀的外形與可靠的製造技術。然而，貝瑞塔公司卻在霰彈槍領域上一直存在欠缺，這槍推出以前的貝瑞塔只能製造雙管霰彈槍，但卻沒有一款完全可以供給警用市場的半自動霰彈槍產品。直到貝瑞塔公司自1983年成功收購了世界著名的霰彈槍生產企業伯奈利公司之後發生了改變，憑藉新的技術來源，貝瑞塔公司才決定進軍霰彈槍市場。2010年，貝瑞塔公司向市場正式推出伯萊塔Tx4 Storm半自動霰彈槍，目前為美國貝瑞塔家庭保護長管槍械之一（另一枝為貝瑞塔Cx4 Storm）。

## 設計
貝瑞塔Tx4 Storm半自動霰彈槍採用氣動式活塞傳動半自動方式，搭配轉拴式槍栓閉鎖機構進行射擊。該槍外觀呈啞黑色，可以發射彈殼長3英吋的12鉛徑霰彈，全槍無槍口喉缩時長達995.68毫米（39.2英吋），槍管長457.2毫米（18英吋），管式彈倉可裝填5┼1發23⁄4英吋霰彈藥筒或是4┼1發3英吋霰彈藥筒，空槍质量僅2.9公斤（6.4磅）。

### 槍管組件
貝瑞塔Tx4 Storm的槍管在意大利製造，有著高品質的保證，鋼製的冷鍛槍管內部進行了鍍鉻處理。槍口安裝有內置式喉缩，也可改用原廠提供的其他戰術收束器。槍管表面刻有貝瑞塔公司、意大利製造、口徑等信息的銘文。槍管前部下方設有導氣箍，並將其設計為隱藏於護木組件裡。槍管前方設有後方帶有白色氚光管的片狀準星，兩側設有護翼用於保護準星。機匣頂部的MIL-STD-1913戰術導軌上安裝有LPA鬼環（英語：Ghost Ring）式照門，其後方兩側也裝有氚光管，便於射手在光線昏暗的條件下進行瞄準射擊。使用並可利用該戰術導軌作為瞄準鏡導軌以裝上光學瞄準鏡、紅點鏡／反射式瞄準鏡、全息瞄準鏡、棱鏡式瞄準鏡、夜視鏡或熱成像儀。

### 護木組件
貝瑞塔Tx4 Storm的整個護木由聚合物製造，減輕了全槍的质量的同時並不會降低護木的強度。護木底部握持部位具有點狀防滑紋，使其護木表面即使在潮濕的環境中沾上水也能起到很好的防滑作用。護木前端下方刻有貝瑞塔公司的字樣與標誌。護木最前端的管式彈倉帽也是採用聚合物製造，並設有槍背帶環以便裝上槍背帶，可與槍托底部的槍背帶環配合使用。

### 氣動組件
貝瑞塔Tx4 Storm的氣動組件與管狀彈倉完全隱藏於護木之中。這槍在發射時，部分高壓火藥燃氣會從導氣箍進入槍管下方的導氣管中，然後推動活塞向後運動，並通過活塞連桿帶動槍機迴轉開鎖。槍機後座過程中完成抽殼、拋殼等動作，同時管狀彈倉的下一發霰彈藥筒在供彈機構作用下進入托彈板上。槍機後坐到位以後，會在復進簧的作用下向前復進，並把托彈板上的霰彈藥筒推入膛室並且旋轉閉鎖，完成整個射擊循環。

### 機匣組件
貝瑞塔Tx4 Storm的機匣部分採用鋁合金製造，大大減輕了质量。機匣左側帶有Tx4 Storm與意大利製造字樣，右側則帶有同樣的Tx4 Storm與貝瑞塔公司的商標和名稱。機匣上方以螺絲固定了一段MIL-STD-1913戰術導軌，在戰術導軌後部預設安裝了LPA鬼環（英語：Ghost Ring）式照門，其可調節風偏，後方兩側也裝有氚光管以便使用者在光線昏暗的條件下進行瞄準射擊。使用並可利用該戰術導軌作為瞄準鏡導軌並根據自己喜好以裝上各種光學瞄準鏡、紅點鏡／反射式瞄準鏡、全息瞄準鏡、夜視鏡或熱成像儀。
不銹鋼製造的拉機柄直接固定在槍機上，正面帶有豎向防滑紋。機匣內部設有發射機組件與钢製槍機。採用轉拴式槍栓的槍機頭上具有2個大型閉鎖鎖耳（Lug），這種雙閉鎖鎖耳式設計使其具有更高的可靠性。

### 保險組件
貝瑞塔Tx4 Storm的橫閂式保險設置在橢圓形扳機護環前方，保險按鈕呈三角形，位置設計人體工學出色，當射手右手握持時，其食指伸直後剛好可以操作保險鈕。將保險鈕推向右方時為保險狀態。使用者在射擊前只需據槍把食指伸直（這是必備的戰術動作，以避免緊張導致誤擊發），使伸直的食指正好可以把處於保險狀態的保險按鈕推向左邊以解除保險狀態。此時保險鈕左端露出紅色標記，使用者才可以進行射擊。

### 槍托組件
貝瑞塔Tx4 Storm的槍托由聚合物製造，長達353毫米（13.9英吋），人體工學出色，在手握持的部分具有大面积的點狀防滑紋，而整個槍托表面也比較粗糙以防止產生滑手現象。槍托尾部設有一塊由橡膠製造的後座緩衝墊，其厚達30毫米（1.18英吋），可謂是超厚的橡膠緩衝墊了，自然吸收後座力的效果很好。槍托底部帶設有一個槍背帶環以便裝上槍背帶，可與管式彈倉帽前面的槍背帶環配合使用。
貝瑞塔Tx4 Storm的槍托底板可以被使用者拔出以調節全槍的拉距。調整槍托時需要裝上槍托墊板加厚（加長）。貝瑞塔Tx4 Storm的槍托內亦已裝有一塊槍托墊板，它亦可以為了減薄（縮短）而被拆除。

### 附件
貝瑞塔Tx4 Storm提供兩款可選附件，其一是新型戰術喉缩。這款戰術收束器是最近十分流行的延長型，使用6061軍用規格輕量航空鋁合金製造，延伸出槍管的部分成為消焰器。這款戰術收束器能夠有效減小槍口焰和降低後坐力，為使用者進行快速射擊提供了有利條件。戰術收束器的頭部呈鋸齒狀，關鍵時刻還能起到擊打作用。戰術收束器需要利用內置式收束器協助安裝。戰術收束器的MSRP是$159.00。
另一款附件就是聚合物製造的硬式攜帶盒，可以給全槍提供可靠的保護。

## 精度
貝瑞塔Tx4 Storm半自動霰彈槍在位於距離為13.72公尺（15码）的目標最好的彈著群散佈界為：
- 鹿彈：108毫米（4.25英吋）
- 重彈頭（又稱：獨頭彈）：38毫米（1.5英吋）

## 資料來源
1. 1 2 3 4  .   [2012-04-04]. （原始内容存档于2012-04-07）.
2. 1 2 3 4 5 6 7  .   [2012-04-04]. （原始内容存档于2012-04-07）.
3. ↑  .   [2012-04-04]. （原始内容存档于2012-04-16）.

## 外部連結
- （英文）—PoliceOne—Beretta Introduces a New Home Defense Product - The TX4 Storm Shotgun at 2010 Shot Show （页面存档备份，存于）
- （英文）—Modern Firearms—Beretta Tx4 Storm tactical semi-automatic shotgun （页面存档备份，存于）
- （英文）—POLICE Magazine—Beretta Introduces Tx4 Storm Semiauto Shotgun （页面存档备份，存于）
- （英文）—The Firearm Blog.com—
  - Beretta Tx4 Storm 12ga Tactical Shotgun （页面存档备份，存于）
  - Beretta Tx4 Storm Review （页面存档备份，存于）
- （英文）—Guns & Ammo.com—Beretta Tx4 Storm Shotgun
- （英文）—Tactical-Life.com—
  - BERETTA Tx4 STORM 12 GA （页面存档备份，存于）
  - 2010 SHOT Show: Shotgun Roundup—Page 2 （页面存档备份，存于）
  - Top 10 Guns & Weapons for Law Enforcement Shotguns （页面存档备份，存于）
- （英文）—Gun Blog—Beretta Tx4 Shotgun （页面存档备份，存于）
- （英文）—Mad Ogre—Beretta Tx4 Storm Shotgun （页面存档备份，存于）
- （英文）—weaponsystems.net—Beretta Tx4 Storm （页面存档备份，存于）
- （英文）—Military Times GearScout—Beretta’s new home-defense breacher
- （英文）—AmmoLand—Beretta's New Home Defense Product - The Tx4 Storm Shotgun （页面存档备份，存于）
- （英文）—YouTube上的Beretta TX4 Storm Tactical Shotgun
- （英文）—YouTube上的Beretta Tx4 storm cal.12
- （英文）—YouTube上的Beretta Tx4 Storm 12 Ga
- （简体中文）—轻兵器—伯莱塔“风暴”第四次——T×4风暴”半自动霰弹枪 (一)